# Astara (Azerbajdzjan)

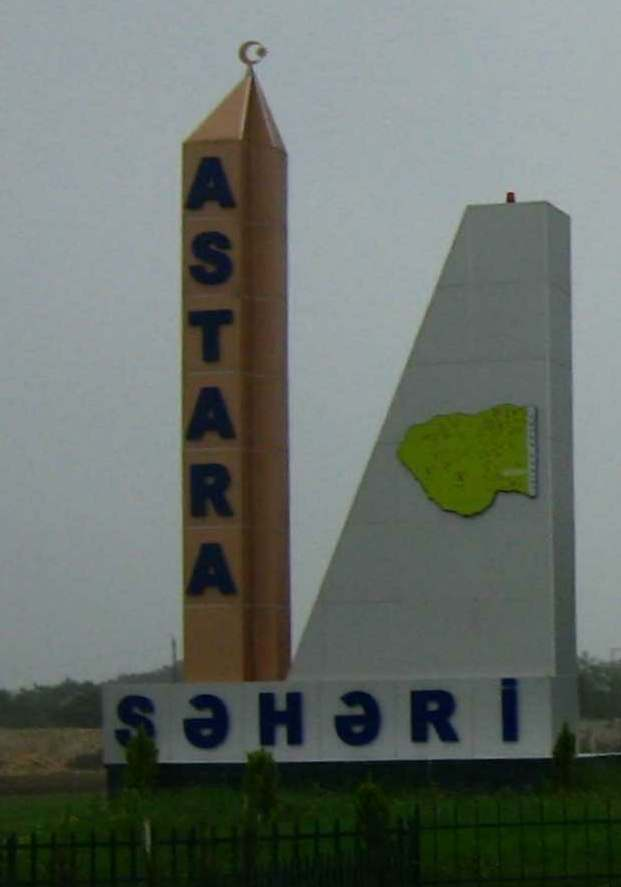
Vägskylt vid stadsgränsen.

Astara (azerbajdzjanska: Astara; ryska: Астара eller Азербайджанская Астара, Azerbajdzjanskaja Astara) är en stad och huvudort i Astararegionen i Azerbajdzjan. Astara ligger nära gränsen mot Iran, och endast en kort promenad bort ligger den iranska staden Astara. År 2008 hade staden 16 130 invånare och hela regionen hade 94 700 invånare. 